# Diecezja Crato
Diecezja Crato (łac. Dioecesis Cratensis) – diecezja Kościoła rzymskokatolickiego w Brazylii. Należy do metropolii Fortaleza, wchodzi w skład regionu kościelnego Nordeste I. Została erygowana przez papieża Benedykta XV bullą Catholicae Ecclesiae w dniu 20 października 1914.